# Mammillaria beneckei
Mammillaria beneckei (укр. Мамілярія Бенеке) — сукулентна рослина з роду мамілярія родини кактусових.

## Назва
Видова назва дана на честь Адольфа Бенеке (нім. Adolf Benecke) — крупного німецького колекціонера з передмістя Берліна.

## Опис
Рослини спочатку поодинокі, пізніше формують великі групи до 50 см завширшки або більше.
| Орган              | Опис |
| Стебло             | від здавлено-кулястого до коротко-циліндричного, 5 см заввишки і в діаметрі, (Хант стверджує до 10 см заввишки, 7 см в діаметрі в природних умовах), з віком стають трохи подовженими, бічні пагони з'єднані з основою дуже незначною, маленькою крапкою.                       |
| Епідерміс          | від зеленого до зеленувато-коричневого кольору c фіолетовим відтінком (за даними К. Марсдена «Книга кактусів» — епідерміс яскраво-листяно-зелений, коли росте в приміщенні — темніший, коли зростає на відкритому повітрі — стає яскраво-червоно пурпуровим при прямому сонці). |
| Маміли             | (соски) короткі, широкі, конічні, м'які, часто стають червонуватого або багрянистого відтінку, без молочного соку, 6-7 мм завдовжки, 8-9 мм шириною біля основи. |
| Ареоли             | круглі, 1 мм в діаметрі, спочатку з білою шерстю, пізніше голі. |
| Аксили             | з рідкісними щетинками (в описі Пілбіма без щетинок; за даними К. Марсдена «Книга кактусів» аксили з білою шерстю, але без щетинок) і невеликою кількістю пуху. |
| Центральні колючки | 2-6 (за даними К. Марсдена «Книга кактусів» — зазвичай 4, але може бути 2-6), голчасті, строкато-коричневі до майже чорних на кінцях, 8-12 мм завдовжки, 1-2 довше і з гачками на кінці.                                                                                        |
| Радіальні колючки  | 12-15 (за даними К. Марсдена «Книга кактусів» — 13-15), тонкі, прямі, голчасті, жорсткі, гладкі, білі або жовті, з більш темними коричневими кінцями, завдовжки 6-8 мм. |
| Квіти              | великі, подносовидної форми, темно-жовтого відтінку, 20-25 мм завдовжки, до 30 мм в діаметрі, нитки тичинок помаранчеві. Квіти Mammillaria beneckei відрізняються від інших видів Mammillaria і це одна з причин її розміщення в окремому підроді Oehmea.                       |
| Зовнішні пелюстки  | білі, до фіолетово-рожевих. |
| Внутрішні пелюстки | золотисті, до оранжево-жовтих, світло-зелені в основі. |
| Тичинки            | від червоних до жовтих, з жовтими пильовиками. |
| Маточка            | жовта, приймочка з п'ятьма видовженими тонкими темно-помаранчевими частками. |
| Плоди              | тонкі, булавоподібні, червоні, до 3 см завдовжки. |
| Насіння            | дуже велике, 2,5 мм завдовжки, темно-коричневе (за даними К. Марсдена «Книга кактусів» — чорне, блискуче, 3 мм завдовжки, 2 мм в діаметрі — незвично великі для роду Mammillaria), нерівне.                                                                                     |

## Поширення
Mammillaria beneckei є ендемічною рослиною Мексики. Цей вид широко поширений в південній Мексиці в штатах Мічоакан, Сіналоа, Коліма, Халіско, Мехіко, Оахака і Ґерреро на висоті від 50 до 1 600 метрів над рівнем моря.

## Охоронні заходи
Mammillaria beneckei входить до Червоного Списку Міжнародного Союзу Охорони Природи видів, з найменшим ризиком (LC). 
Існучі загрози для цього виду локалізовані лише в частині ареалу. Популяції досить чисельні і стабільні. Мешкає в біосферному заповіднику Манантлан у штаті Халіско.
Охороняється Конвенцією про міжнародну торгівлю видами дикої фауни і флори, що перебувають під загрозою зникнення (CITES).